# Представление Марии в храме (картина Тициана)
Представление Марии в храме (итал. Presentazione di Maria al Tempio; в православной иконографии: Введение во храм Пресвятой Богородицы) — картина Тициана, созданная в 1534—1538 годах для скуолы Санта-Мариа-делла-Карита. Помещение скуолы теперь принадлежит венецианской Галерее Академии, а картина экспонируется на том месте, для которого она была предназначена изначально.

## История
Санта-Мариа-делла-Карита, старейшая и крупнейшая скуола в Венеции, была основана в 1260 году. Скуолы представляли собой братства, союзы мирян, где они объединяли свои силы для участия в духовной и политической жизни Республики. Благотворительность, помощь вдовам, престарелым и бедным членам братства были главным направлением деятельности скуол, а у скуолы Санта-Мариа-делла-Карита благотворительность была закреплена в уставе (итал. carità — милосердие). Здание скуолы было построено на земле, приобретенной в 1343 году у монастыря и церкви Санта-Мариа-делла-Карита. Помещения включали в себя большой зал для общих собраний братства (итал. sala del capitolo) и малый зал, Зал Альберго (итал. Sala Albergo), в котором заседало правление скуолы. В обоих залах располагались алтари. Альберго, встроенный между существовавшими ранее монастырскими зданиями, имеет неправильную Г-образную форму, а его алтарь украшал образ, созданный в 1446 году Антонио Виварини и Джованни д'Алеманья, сохранившийся до наших дней.
В 1504 году братство решило украсить альберго большой картиной на сюжет Введения Марии в храм. Был проведен конкурс, который выиграл малоизвестный художник Паскуалино Венето, однако вскоре он умер, не успев выполнить работу. В следующие три десятилетия дело не двигалось, до 1534 года, когда руководство скуолы приняло решение возобновить работу и поручило её Тициану. Известно, что в начале 1535 года художник уже работал над картиной, а в 1538 году она была передана заказчикам. Первоначально в стене была лишь одна дверь, и Тициан специально сделал для неё вырез в правой части картины, а каменная кладка нарисованной стены на переднем плане обрамляет дверной проем. Вторая дверь была сделана позже, в 1572 году, и для неё пришлось сделать второй вырез, нарушив оригинальную композицию.

## Сюжет и художественные особенности картины
Жанр больших многофигурных повествовательных картин, украшавших залы венецианских скуол, весьма популярный в конце XV века, был связан с именами таких живописцев, как Витторе Карпаччо и Джентиле Беллини. Однако к 1530-м годам он уже казался устаревшим, и картина в скуоле Санта-Мариа делла Карита осталась единственной подобного рода работой в творческой биографии Тициана. Вероятно, руководство скуолы настаивало на использовании композиционной схемы Паскуалино, утверждённой на конкурсе ещё в 1504 году.
Сюжет о Введении Марии во храм (или Представления Марии в храме) появился в греческих апокрифических евангелиях и был широко известен в ренессансной Италии в изложении Иакова Ворагинского. Согласно легенде, родители Марии, Иоаким и Анна, долго ожидавшие рождения первенца, дали обет посвятить его Господу.

Когда Марии исполнилось три года и мать отняла Ее от груди; Деву с дарами привели в храм Господень. Рядом с храмом находилась лестница с пятнадцатью ступенями, что соответствовало пятнадцати псалмам восхождения. Поскольку храм был воздвигнут на горе, подняться к алтарю всесожжения, который стоял во дворе, можно было только по этой лестнице. Деву поставили на нижнюю ступень, и Она поднялась по лестнице, преодолев все ступени без чьей-либо помощи, как если бы была взрослой.
— Иаков Ворагинский, «Золотая легенда»
Сюжет был многократно воплощен венецианскими художниками предшествующей эпохи.
| - Витторе Карпаччо. Представление Девы в храме. 1502—1504. Картина для Скуолы дельи Альбанези. В настоящее время в Пинакотеке Брера, Милан. - Чима да Конельяно. Представление Девы. 1496-1497. Галерея старых мастеров, Дрезден |

Особенности планировки и освещения зала альберго, большой размер и вытянутый по горизонтали формат картины заставили Тициана искать оригинальное композиционное решение. Так, точка схода перспективы смещена влево от центра картины, к развёрнутой спиной к зрителю фигуре Иоахима. В то же время эта точка схода расположена в плоскости, определяемой центральной потолочной балкой и осью алтаря XV века, располагавшегося на противоположной стене зала.
Помещение альберго освещалось единственным окном, расположенным слева от картины. Источник света в пространстве картины также расположен слева. Тем самым художник совместил направление освещения в зале с направлением света на изображении.
Композиция зрительно разделена на две части. Слева фоном служит горный пейзаж, напоминающий родные места Тициана в окрестностях Пьеве-ди-Кадоре, а справа действие происходит на ступенях Иерусалимского храма на фоне дворца, бело-розовая кирпичная кладка которого напоминает узор на стенах венецианского Дворца дожей. Многофигурная процессия движется слева направо параллельно плоскости картины. Жесты и взгляды людей устремлены к поднимающейся по ступеням Марии, окружённой лучащейся мандорлой. Тем самым смысловой центр композиции оказывается в правой части картины.
Слева от Иоахима и Анны изображена группа наблюдателей в официальных одеяниях и чёрных головных уборах, имеющих, вероятно, сходство с заказчиками — членами правления и жертвователями скуолы. Биограф XVII века Карло Ридольфи полагал, что среди прочих Тициан изобразил великого канцлера Венеции Андреа деи Франчески (итал. Andrea de' Franceschi) и Ладзаро Крассо (итал. Lazzaro Crasso), но современные исследователи ставят это под сомнение. В конце процессии — женщина с младенцем, получающая милостыню от члена братства. Справа от Иоахима изображены персонажи легенды: Мария, поднимающаяся по ступеням, вышедший ей навстречу первосвященник. Также привлекают к себе внимание фигуры молодой женщины в светлых одеяниях у подножия лестницы и второго священника в красном. Некоторые исследователи полагают, что это Елизавета и Захария, будущие родители Иоанна Крестителя. Античный торс и старуха, продающая яйца, на переднем плане олицетворяют две эпохи — языческую и иудейскую, на смену которым идет эра христианской благодати.

## Детали картины
- Руководители скуолы
- Родители Марии - Иоаким и Анна
- Торговка яйцами
- Мария поднимается по ступеням, Её встречает первосвященник